# عظیم آذروف
عظیم آذروف (قرقیزی: Азим Азаров؛ زادهٔ ۲۰ سپتامبر ۱۹۹۶) بازیکن فوتبال است.
وی همچنین در تیم‌های ملی فوتبال زیر ۲۳ سال قرقیزستان و قرقیزستان بازی کرده‌است.